# Liste des subdivisions administratives de Hainan

Hainan

La structure administrative de Hainan, province de la République populaire de Chine, est constituée des trois niveaux suivants :
- 3 subdivisions de niveau préfecture
  - ce sont toutes des villes-préfectures
- 4 districts subdivisions de la ville de Haikou
- 16 subdivisions de niveau district dépendant directement de la province
  - 6 villes-districts
  - 4 xian
  - 6 xian autonomes

La table ci-dessous donne uniquement la liste des subdivisions de niveau préfecture et de niveau district.
| Niveau préfecture                      | Niveau district                        | Niveau district     | Niveau district                  |
| Niveau préfecture                      | Nom                                    | Chinois (simplifié) | Pinyin                           |
| -------------------------------------- | -------------------------------------- | ------------------- | -------------------------------- |
| Ville de Haikou 海口市 Hǎikǒu Shì      | District de Longhua                    | 龙华区              | Lónghuá Qū                       |
| Ville de Haikou 海口市 Hǎikǒu Shì      | District de Xiuying                    | 秀英区              | Xiùyīng Qū                       |
| Ville de Haikou 海口市 Hǎikǒu Shì      | District de Qiongshan                  | 琼山区              | Qióngshān Qū                     |
| Ville de Haikou 海口市 Hǎikǒu Shì      | District de Meilan                     | 美兰区              | Měilán Qū                        |
| Ville de Sanya 三亚市 Sānyà Shì        | Aucune subdivision                     | Aucune subdivision  | Aucune subdivision               |
| Ville de Sansha 三沙市 Sānshā Shì      | Aucune subdivision                     | Aucune subdivision  | Aucune subdivision               |
| Administration directe par la province | Ville de Wenchang                      | 文昌市              | Wénchāng Shì                     |
| Administration directe par la province | Ville de Qionghai                      | 琼海市              | Qiónghǎi Shì                     |
| Administration directe par la province | Ville de Wanning                       | 万宁市              | Wànníng Shì                      |
| Administration directe par la province | Ville de Wuzhishan                     | 五指山市            | Wǔzhǐshān Shì                    |
| Administration directe par la province | Ville de Dongfang                      | 东方市              | Dōngfāng Shì                     |
| Administration directe par la province | Ville de Danzhou                       | 儋州市              | Dānzhōu Shì                      |
| Administration directe par la province | Xian de Lingao                         | 临高县              | Língāo Xiàn                      |
| Administration directe par la province | Xian de Chengmai                       | 澄迈县              | Chéngmài Xiàn                    |
| Administration directe par la province | Xian de Ding'an                        | 定安县              | Dìng'ān Xiàn                     |
| Administration directe par la province | Xian de Tunchang                       | 屯昌县              | Túnchāng Xiàn                    |
| Administration directe par la province | Xian autonome li de Changjiang         | 昌江黎族自治县      | Chāngjiāng lízú Zìzhìxiàn        |
| Administration directe par la province | Xian autonome li de Baisha             | 白沙黎族自治县      | Báishā lízú Zìzhìxiàn            |
| Administration directe par la province | Xian autonome li et miao de Qiongzhong | 琼中黎族苗族自治县  | Qióngzhōng lízú miáozú Zìzhìxiàn |
| Administration directe par la province | Xian autonome li de Lingshui           | 陵水黎族自治县      | Língshuǐ lízú Zìzhìxiàn          |
| Administration directe par la province | Xian autonome li et miao de Baoting    | 保亭黎族苗族自治县  | Bǎotíng lízú miáozú Zìzhìxiàn    |
| Administration directe par la province | Xian autonome li de Ledong             | 乐东黎族自治县      | Lèdōng lízú Zìzhìxiàn            |